# Gabriel Enrique Montero Umaña
Gabriel Enrique Montero Umaña OFMConv ( Morávia, província de San José, Costa Rica, 6 de novembro de 1945) é um ministro costarriquenho e bispo católico romano emérito da diocese de San Isidro de El General.
Gabriel Enrique Montero Umaña ingressou na Ordem Menorita e emitiu a profissão temporária em 2 de fevereiro de 1965. Em 24 de fevereiro de 1972 emitiu a profissão perpétua. Montero Umaña recebeu o Sacramento da Ordem em 16 de agosto de 1973.
Em 24 de dezembro de 2013, o Papa Francisco o nomeou Bispo de San Isidro de El General. O Bispo Emérito de San Isidro de El General, Guillermo Loría Garita, o consagrou em 1º de março de 2014; Co-consagrantes foram o Bispo de Alajuela, Angel San Casimiro Fernández OAR, e o Bispo de Puntarenas, Oscar Gerardo Fernández Guillén.
Em 13 de novembro de 2021, o Papa Francisco aceitou sua aposentadoria por motivos de idade.